# Roger-Thomas Calmel
Roger-Thomas Calmel OP (* 11. Mai 1914 in Sauveterre-la-Lémance; † 3. Mai 1975) war ein französischer thomistischer Philosoph.

## Leben
Er wurde am 13. Mai 1914 in Sauveterre-la-Lémance getauft. Er war ein Verbündeter von Marcel Lefebvre und Kritiker der Neuen Messe. Er wurde am 5. Mai 1975 im Garten der Schul-Dominikanerinnen von Brignoles in Brignoles beigesetzt.

## Schriften (Auswahl)
- Selon l’Évangile. Paris 1952, OCLC 83025609
- Si ton œil est simple. Toulouse 1955, OCLC 459039842
- École chrétienne renouvelée. L’éducation des filles. Paris 1958, OCLC 1100318568.
- Le Rosaire dans la vie. Paris 1958, OCLC 301477743.
- École et sainteté. Paris 1958, OCLC 53494041.
- Sur nos routes d’exil, les Béatitudes. Paris 1960, OCLC 77465815.
- Le Rosaire de Notre-Dame. Paris 1976, OCLC 461788608.
- Les Grandeurs de Jésus-Christ. Paris 2003, ISBN 2723320391.
- Voici votre Mère. Paris 2006, ISBN 2723320669.
- Les mystères du royaume de la grâce. Poitiers 2013, ISBN 2856523293.
- Brève apologie pour l’Église de toujours. Poitiers 2017, ISBN 285652379X.